# Хаусман, Рауль
Рауль Хаусман (нем. Raoul Hausmann, 12 июля 1886 г. Вена — 1 февраля 1971 г. Лимож) — австрийский и немецкий художник и теоретик искусства, один из основоположников дадаизма.

## Жизнь и творчество
Родился в семье художника Виктора Хаусмана и его супруги Ирен. В возрасте 14 лет мальчик вместе с семьёй переезжает в Берлин. В этом же возрасте берёт первые уроки рисунка у своего отца. Ранние работы Р. Хаусмана публикуются в таких печатных изданиях, как журналы Der Sturm и Die Aktion. Художник в этот период находится под влиянием таких течений, как футуризм и экспрессионизм. С 1917 года художник живёт и работает совместно с Ханной Хёх (расстались в январе 1921 года). В 1918—1922 годы Рауль Хаусман примыкает к дадаистскому движению в Берлине и становится его одним из известнейших представителей. В 1919 году он открывает журнал Der Dada; до 1920 года из печати вышли три номера этого художественного журнала. В том же, 1920 году Хаусман, вместе с художниками-карикатуристами Георгом Грошем и Джоном Хартфилдом, становится соучредителем Первой международной дада-выставки в Берлине и, вместе с Ханной Хёх и Куртом Швиттерсом, совершает поездку в Прагу. Поездка носила название «Мерц-анти-дада-презентизм-турне» (Merz-Antidada-PRÉsentismus-Tournee) и являлась реакцией на политические разногласия и разброд внутри дадаистского движения в Берлине. После того как Хаусман расстался с Ханной Хёх, он с 1922 года более не занимается живописью и далее работает с фотографией и поэзией.
Начиная с 1931 года Рауль Хаусман систематически пишет статьи для издаваемого Францем Юнгом и Харро Шульце-Бойзеном журнала Противник (Der Gegner). В 1933 году, с приходом в Германии к власти национал-социалистов, художник вынужден эмигрировать. Произведения Хаусмана нацистами были причислены к так называемому «дегенеративному искусству». Он живёт и работает попеременно на Ибице, в Цюрихе, в Праге, и позднее — в Париже. Во время немецкой оккупации Парижа Хаусман бежит в южную Францию, которая не была занята немецкими войсками. С 1944 года и до своей кончины в 1971 году художник проживает во французском Лиможе. Скончался в возрасте 84 лет от гепатита. Творческое наследие и коллекции Рауля Хаусмана хранятся в Музее современного искусства, в замке Рошешуар (Musée Départemental d’Art Contemporain Rochechouart).
Область творческих интересов Рауля Хаусмана вмещала самые разнообразные виды искусства — живопись, пластику, графику, коллаж, теоретические письменные работы (например, «Манифест дадаизма»). Он является — наряду со своей подругой Ханной Хёх — одним из основоположников фотоколлажа. К этой области искусства Хаусман обращается во время Первой мировой войны, когда он отошёл от увлечения экспрессионизмом. Вместе со своим другом, художником Куртом Швиттерсом, экспериментирует с голосовой записью стихотворений и с типографическими работами. В 1926 году, во время пребывания на острове Ибица, Хаусман начинает писать роман Гиле (Hyle). После окончания Второй мировой войны мастер занят как живописец, фотограф и писатель. Участник многочисленных художественных форумов как представитель и интерпретатор дадаизма, в том числе и выставок современного искусства documenta в Касселе.

## Сочинения (избранное)
- Hurra! Hurra! Hurra! Zwölf Satiren. (Ура! Ура! Ура! Двенадцать сатир) Malik, Berlin 1921.
- Hyle. Ein Traumsein in Spanien. (Гиле. Мечтания об Испании) Neuausgabe, Belleville, München 2006, ISBN 978-3-936298-03-1.
- Hans/Jean Arp. (Ганс/Жан Арп) Belleville, München 2008, ISBN 978-3-936298-70-3.
- Karl Riha, Günter Kämpf (изд.): Raoul Hausmann: Am Anfang war Dada. (Рауль Хаусман: Вначале была Дада) Anabas, Gießen 1992, ISBN 3-87038-166-3.
- Michael Erlhoff (изд.): Texte bis 1933, Band 1. Bilanz der Feierlichkeit. (Тексты до 1933 года, том 1, Баланс празднований), Edition Text und Kritik, München 1982, ISBN 978-3-88377-092-5.
- Michael Erlhoff (изд.): Texte bis 1933, Band 2. Sieg Triumph Taback mit Bohnen. (Тексты до 1933 года, том 2, Победа, триумф, табак с бобами) Edition Text und Kritik, München 1982, ISBN 978-3-88377-113-7.
- Karl Riha (изд.): Tatü Dada — Dada und nochmals Dada bis heute (Aufsätze und Dokumente) (Тату Дада — дада и ещё раз дада по сегодня, записки и документы) . Wolke, Hofheim 1987, ISBN 978-3-923997-19-0.
- Geist im Handumdrehen — Dadasophische Poesie. (Дух в повороте ладони — дадасофическая поэзия) Edition Nautilus, Hamburg 1989, ISBN 978-3-89401-163-5.
- Eva Züchner (изд.): Scharfrichter der bürgerlichen Seele: Raoul Hausmann in Berlin 1900—1933. Unveröffentlichte Briefe, Texte, Dokumente aus den Künstler-Archiven der Berlinischen Galerie. (Палач бюргерской души: Рауль Хаусман в Берлине 1900—1933. Неопубликованные письма, тексты, документы из архива художника в Берлинской галереи) Hatje, Ostfildern 1998, ISBN 3-7757-0549-X.
- Raoul Hausmann: Umbruch. (Перелом), Haymon, Innsbruck 2001, ISBN 978-3-85218-255-1.
- Hans Arp, Raoul Hausmann, Kurt Schwitters: Dada Antidada Merz. (Ганс Арп, Рауль Хаусман, Курт Швиттерс: Дада Антидада Мерц) Audio-CD. Hörsturz Booksound, ISBN 978-3-934847-16-3.
- Arndt Niebisch (изд.):  Dada-Wissenschaft. Wissenschaftliche und technische Schriften. (Наука Дада. Научные и технические записки) FUNDUS Band 19. Philo Fine Arts, Hamburg 2012, ISBN 978-3-86572-657-5.
- Raoul Hausmann: Photographisches Sehen. Schriften zur Photographie 1921—1968 (фотографическое видение. Записки по фотографии 1921—1968) Wilhelm Fink, Paderborn 2016, ISBN 978-3-7705-5979-4.
- Хаусман Р. По мнению Дадасофа: Статьи об искусстве. 1918—1970 / Сост., хроника и коммент. К. Дудакова-Кашуро. М.: Гилея, 2016, ISBN 978-5-87987-117-3.
- Хаусман Р. Hyle. Иллюзорное бытие в Испании / Пер. с нем. Т. Набатниковой, предисл. Р. Гейро. М.: Гилея, 2023.